# 青梅市民斎場
青梅市民斎場(おうめしみんさいじょう)とは、東京都青梅市長淵5丁目698番地の2にある葬儀場である。

## 概要
斎場のある長淵は旧調布村域で、青梅市墓地公園、青梅市火葬場など、関連の施設が集まる。もともとこの場所には地区の有志が設立した団体「敬真社」が設けた共同墓地があった。敬真社は公衆衛生の改善や葬儀費用の節約を目的として1926年7月に設立された社団法人で、墓地は葬祭式場も備えていた。
敬真社が設けていた火葬場は青梅町、霞村、調布村が共同で買収し、1950年に奥多摩火葬場として完成後、青梅市制施行により青梅市営となった。墓地も1965年に市が敬真社の土地を取得、1969年から市営の墓地、青梅市墓地公園として段階的に使用された。こうした設置の経緯から、園内は市営化以前から存在する自由墓地と市営化後の規格墓地が混在する形となっている。
その後、青梅市の都市化に伴い、市民の中には葬儀会場の確保が困難となる者が出てきた。これに対処するため長淵に1997年3月から建設が進められ、1998年7月から使用が開始された斎場が青梅市民斎場である。葬儀専用施設であり、仏式、神式、キリスト教式の葬儀に対応している。施設内には遺族室・僧侶控え室・会席室・更衣室がある。開設年度にあたる平成10(1998)年度には192件、翌平成11(1999)年度には323件の、平成18(2006)年度には492件の利用があった。
青梅市火葬場は斎場に隣接し、斎場の開設に際して運営を共通化する対応がなされた。間に東京都道31号青梅あきる野線を挟んでおり斎場との行き来が危険であるため、老朽化した火葬場が2007年に改築された際に地下通路が設けられた。

## アクセス

### 自動車
- 河辺方面からは、秋川街道を日の出町方面へ。
- あきる野方面からは、秋川街道を東青梅方面へ。
- 東京・埼玉・神奈川などからは、首都圏中央連絡自動車道青梅ICを利用。
- 山梨からは、国道411号を奥多摩・青梅方面へ。

### 鉄道
- JR青梅線 河辺駅・東青梅駅よりバスを利用。

### バス
- 上記の2駅から西東京バスを利用する。開設当初は斎場へのバスがなく、「明星大学入口」バス停から徒歩5分と案内されていた[6]。しかし、バス停からの歩道が狭く、斎場への公共交通機関を求める意見が多かったため、市が赤字補填を行う前提で2011年11月14日から斎場へ路線バスの運行を開始。付近にバスが転回できる場所はなく、小型バスで運行されていたが、利用状況の低迷で2018年3月31日をもって廃止された[11]。